# Nemotelus immaculatus
Nemotelus immaculatus är en tvåvingeart som beskrevs av Johnson 1895. Nemotelus immaculatus ingår i släktet Nemotelus och familjen vapenflugor. Inga underarter finns listade i Catalogue of Life.